# Stazione di Hon-Shiogama
La stazione di Hon-Shiogama (本塩釜駅?, Hon-Shiogama-eki) è la principale stazione ferroviaria della città di Shiogama, nella prefettura di Miyagi, in Giappone, ed è servita dalla ferrovia suburbana linea Senseki della JR East.

## Servizi ferroviari
East Japan Railway Company
■ Linea Senseki

## Struttura
La stazione è dotata di due marciapiedi laterali con due binari passanti in viadotto. Il fabbricato viaggiatori, sotto i binari, dispone di tornelli di accesso, una biglietteria automatica e presenziata (aperta dalle 6:30 alle 21:00) e servizi igienici.
| 1 | ■ Linea Senseki | per Matsushima-Kaigan e Takagimachi |
| 2 | ■ Linea Senseki | per Tagajō, Sendai e Aoba-dōri      |

## Stazioni adiacenti
| «              | Servizio                      | »                |
| Linea Senseki  | Linea Senseki                 | Linea Senseki    |
| -------------- | ----------------------------- | ---------------- |
| Nishi-Shiogama | ■ Locale                      | Higashi-Shiogama |
| Tagajō         | ■ Rapido Verde ■ Rapido rosso | Higashi-Shiogama |